# Spaans saffierblauwtje
Het Spaans saffierblauwtje (Kretania hesperica) is een vlinder uit de familie van de Lycaenidae. De wetenschappelijke naam is voor het eerst gepubliceerd in 1839 door Jules Pierre Rambur.
De soort komt voor in Spanje.